# Jean-Claude Letzelter

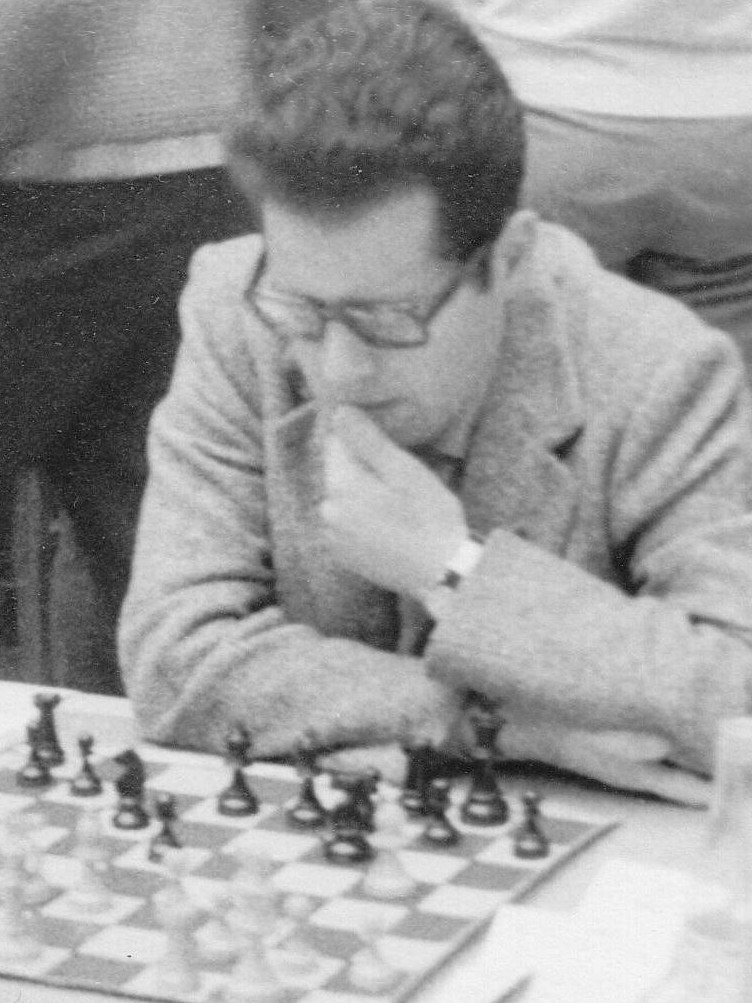
Letzelter, 1972 in Straßburg

Jean-Claude Letzelter (* 25. April 1940 in Sélestat) ist ein französischer Schachspieler.
Letzelter wurde 1968, 1971 und 1974 französischer Meister und nahm mit Frankreich an den Schacholympiaden 1968, 1972, 1976 und 1978 teil. Er trägt seit 1986 den Titel eines FIDE-Meisters und erreichte im Juli 1986 seine höchste Elo-Zahl von 2310. Letzelter spielt für Cercle d’Echecs de Strasbourg und nahm mit diesem am European Club Cup 1982 teil.